# هيو سونغ
هيو سونغ (بالإنجليزية: Hugh Sung)‏ هو عازف بيانو أمريكي، ولد في 25 سبتمبر 1968.

## وصلات خارجية
- هيو سونغ على موقع ميوزك برينز (الإنجليزية)
- هيو سونغ على موقع ديسكوغز (الإنجليزية)